# La Mallada del Pinell
La Mallada del Pinell és una serra situada entre els municipis de Mas de Barberans i la Sénia a la comarca del Montsià, amb una elevació màxima de 863 metres.